# Igreja Matriz de Rio Tinto

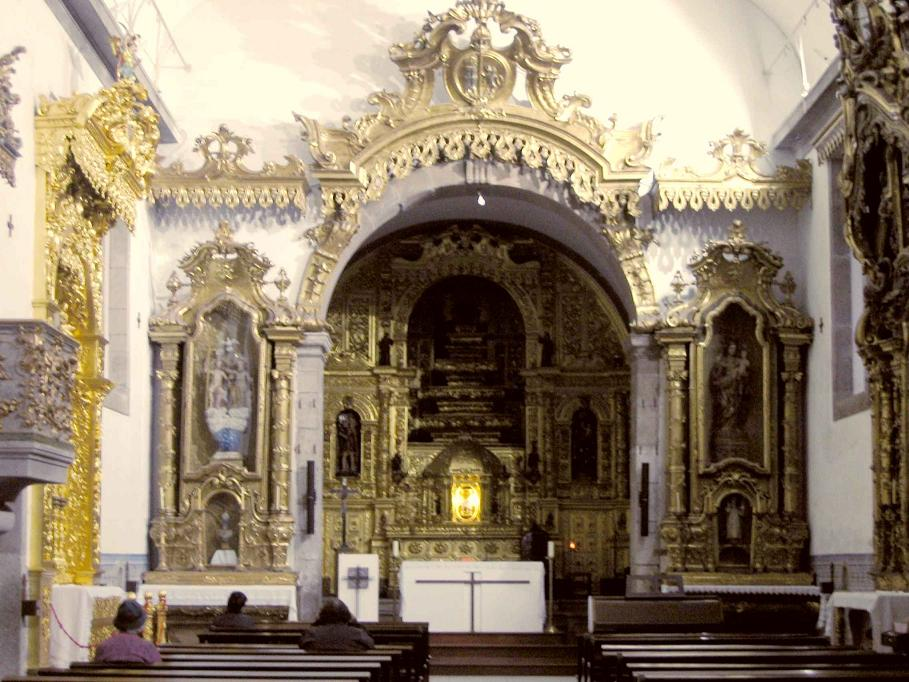
Igreja de Rio Tinto: altar-mor.

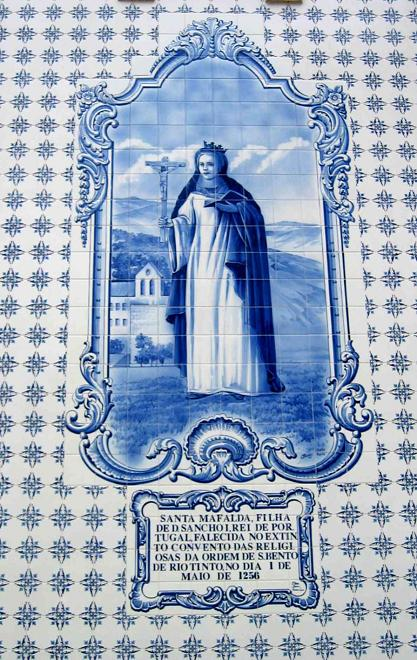
Igreja de Rio Tinto: painel de azulejos representando Santa Mafalda.

A  Igreja Matriz de Rio Tinto, também referida como Igreja Paroquial de Rio Tinto e Igreja de São Cristóvão, localiza-se na freguesia e na cidade de Rio Tinto, Município de Gondomar, Distrito do Porto, em Portugal, erguendo-se sobranceira ao vale do Rio Tinto.

## História
O atual templo, sob a invocação de São Cristóvão, padroeiro da cidade, foi iniciado em 1768, sobre outro, mais antigo, associado ao antigo Mosteiro de São Cristóvão de Rio Tinto, de freiras beneditinas, extinto em 1535.

## Características
No seu interior a Igreja apresenta uma só nave possuindo um arco cruzeiro ladeado por dois altares (Santíssima Trindade e Nossa Senhora do Rosário) que separa a região do presbitério (Altar-mor) do resto do corpo. No arco cruzeiro encontra-se o brasão Beneditino. Nela destacam-se os vários altares em talha dourada, como o de Santa Luzia, São Bento das Pêras, Nossa Senhora das Dores, com diversas imagens de valor artístico e histórico.
No de Santa Luzia, além da imagem dessa santa, encontram-se as imagens de Santa Catarina, de São Miguel Arcanjo e uma pequena imagem de Santo António de Lisboa. Ímpar no seu detalhe, há um alto relevo onde se encontra a Santíssima Trindade e Santo António que figura como intercessor das almas que estão envolvidas pelas chamas do Inferno. Curiosamente, entre estas almas figura um cardeal, um Papa, um bispo e um frade, entre outras.
Frente a este altar está o de Nossa Senhora das Dores, tendo ao centro a imagem da Senhora ajoelhada junto à cruz onde se encontra o Cristo crucificado. Ladeiam este conjunto as imagens de Santo Ovídeo e São Gonçalo. No cimo do altar vê-se a imagem de Nossa Senhora de Agosto / Nossa Senhora da Assunção (trazida de uma capela já demolida) e, sob o altar, a tão venerada imagem do Senhor Morto que anualmente sai em procissão em seu esquife na Sexta-feira Santa. Nessa procissão sai ainda a imagem da Senhora da Soledade que está do lado direito junto à entrada em local próprio. É uma imagem que toca pela expressão facial, tamanho natural e pelas antigas vestes que possui.
O altar de São Bento das Pêras (cuja excelente talha dourada traduz a enorme veneração a este santo) é marcado pela imagem do mesmo. Tal encontra-se invulgarmente vestido de bispo. Sendo habitual ver São Bento com as roupas de monge (negras), o tão grande carinho pelo santo levou a que, desde tempos imemoriais o santo figurasse com as roupas características dos bispos (pluvial, cruz peitoral, báculo, mitra, entre outros). As colunas em talha dourada que o ladeiam são ainda o suporte às pequenas imagens de São João Baptista e São Pedro. A devoção a São Bento faz com que todo o ano se encontrem neste altar promessas (ofertas em cera e cravos) que na altura da sua festa assumem proporções enormes.
Nos demais altares podem contemplar-se as imagens de Nossa Senhora de Fátima (ladeada por São José e Santa Teresinha) e, no altar que fica frente a este a do Sagrado Coração de Jesus (ladeado por São Vicente e Santa Rita). Nuns pequenos nichos encontram-se as imagens do Menino Jesus e o conjunto de Santa Ana, Maria e o Menino.
Por baixo da torre norte está situado o baptistério. Além da antiquíssima Pia Baptismal é possível admirar um retábulo do baptismo de Jesus no rio Jordão. Em frente encontra-se a imagem de nossa senhora das Dores, imagem esta que sai à rua na Procissão de Sexta-feira Santa.
No altar da Santíssima Trindade está ainda a imagem de Nossa Senhora da Conceição e no de Nossa Senhora do Rosário, a do Menino Jesus de Praga. Sob o docel destes altares encontram-se duas curiosas e arcaicas pinturas que passam muito despercebidas.
O Altar-mor é de alguma grandiosidade e destaca-se pelo seu trono (espécie de escadaria em talha dourada que antigamente servia para expor o Santíssimo Sacramento no topo) que é tapado por uma tela representativa da Adoração Eucarística durante a quaresma e por inúmeras figuras de Anjos e Santos. São exemplos os quatro Evangelistas (na base do altar) e Santa Catarina e Santo Ovideo (a ladear o Sacrário) entre outras. Sendo o coração da Igreja a sua sumptuosidade aliada à antiguidade devem ser admiradas cuidadosamente.
Nele são ainda de destacar as maiores imagens de São Cristóvão, o padroeiro, e Santo António.
O Sacrário, que é único na Península Ibérica, possui quatro portas com painéis representativos da Paixão (prisão de Jesus, flagelação e Calvário) sendo que só uma (a da Ressurreição) dá acesso ao Santíssimo Sacramento e está assente sobre uma base giratória.
A Igreja possui ainda um órgão de tubos no coro alto e um púlpito a meio do corpo do templo. Nas suas duas torres sineiras está instalado um carrilhão de 17 sinos, construído pela Fundição de Sinos de Rio Tinto, inaugurado em 1947. Ele permite a execução de diversas peças musicais que se podem ouvir, sobretudo, aquando das festas da cidade, principalmente em honra a São Bento (11 de Julho), e São Cristóvão, fim-de-semana seguinte.
No seu exterior, destacam-se seis paineis de azulejos monocromáticos. Dois encontram-se, um de cada lado, nas paredes laterais das torres sineiras:
- o do lado esquerdo é dedicado a D. Nuno Álvares Pereira, com a inscrição "GUERREIRO E SANTO PORTUGUÊZ"; e
- o do lado direito é dedicado a Santa Mafalda, com a inscrição: "SANTA  MAFALDA, FILHA DE D. SANCHO I, REI DE PORTUGAL, FALECIDA NO ANTIGO CONVENTO DAS RELIGIOSAS DA ORDEM DE S. BENTO DE RIO TINTO, NO DIA 1 DE MAIO DE 1256".

Os demais paineis encontram-na na fachada principal, a nível do corpo superior, dedicados a Nossa Senhora de Fátima, São Cristóvão ("Padroeiro de Rio Tinto"), São Bento ("Que se venera em Rio Tinto") e Santo António de Lisboa.

## Galeria

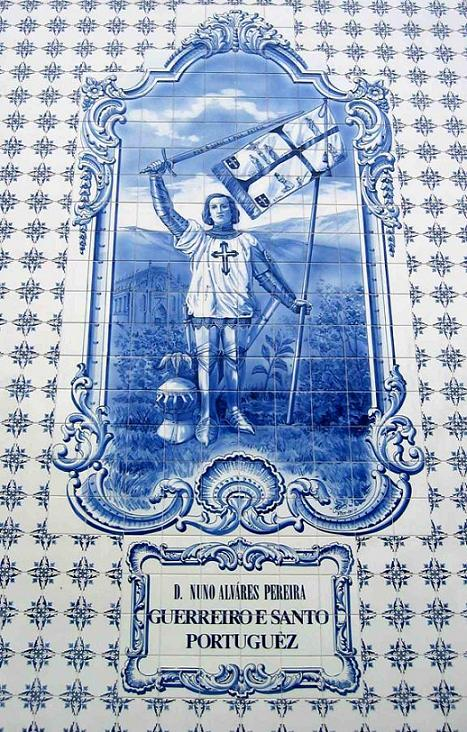
Nuno Álvares Pereira
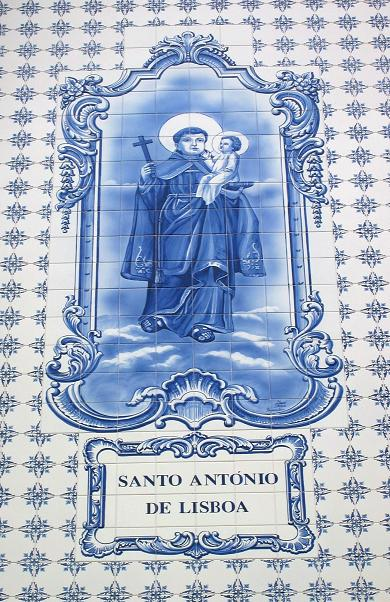
Santo António
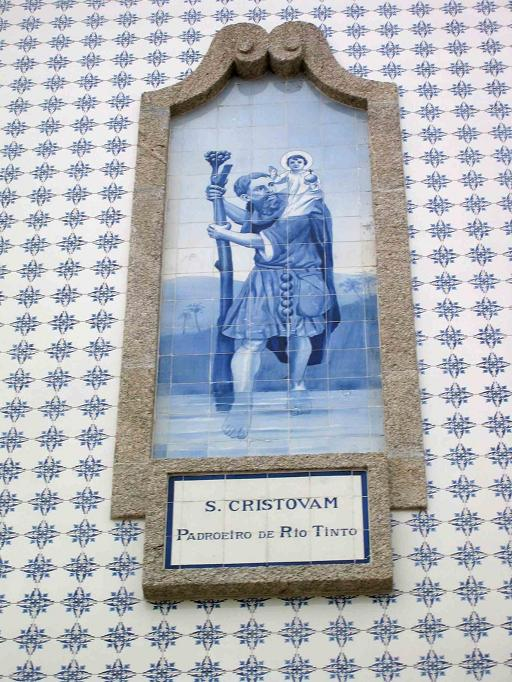
São Cristovão
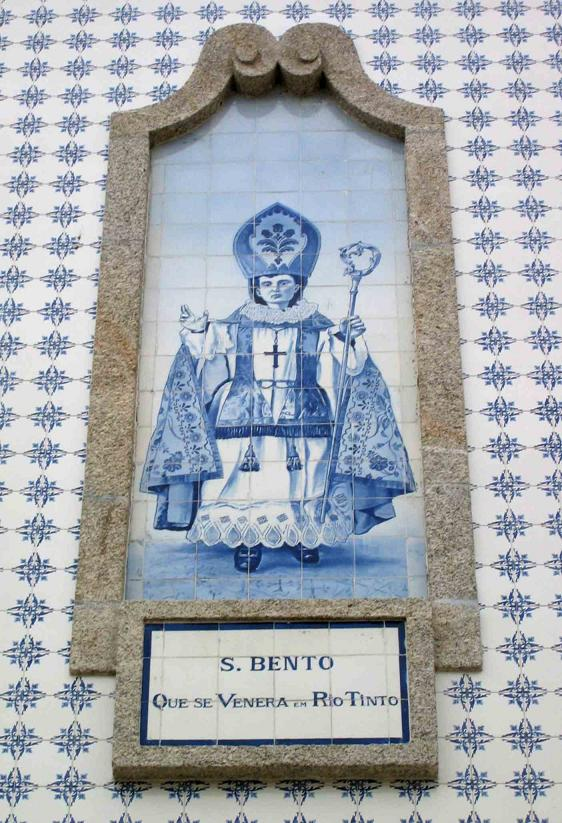
São Bento